# Rdečelistarke
Rdečelistarke (znanstveno ime Entolomataceae) je družina gliv iz redu listarjev (Agaricales). 

## Značilnosti
Družina rdečelistark (Entolomataceae) je zelo bogata z vrstami. Trenutno je sestavljena iz več kot 2200 vrst in se pojavlja po vsem svetu, od arktičnih do tropskih habitatov. Vrste so zelo raznolike glede makroskopskih in mikroskopskih značilnosti ter življenjskih slogov. Večina vrst je gniloživk na tleh, lesu in mahovih, nekatere pa so parazitske na drugih gobah in rastlinah ali pa z rastlinami tvorijo ektomikorizo.
Člani družine so razvrščeni skupaj, ker je vsem skupno to, da imajo lističasto trosovnico in roza do rjavkasto ali sivkasto roza trosni odtis ter obliko trosov, ki so neravni, grebenasti ali oglati ne glede na to s katere strani jih opazujemo. Ornamenti ali okraski trosnih sten so ravno tako edinstveni zaradi lokalnih zadebelitev.
Te značilnosti trosov so pomembne za določitev družine, pomagajo pa tudi pri razločevanju treh glavnih rodov: rdečelistk (Entoloma), mokaric (Clitopilus) in rusoglavk (Rhodocybe). Rusoglavke imajo trose z okraski v obliki izboklin in valovitih grebenov, ki so različno razporejeni, tako, da v profilu izgledajo valoviti, v polarnem pogledu pa oglati. Za mokarice so značilni trosi z vzdolžnimi grebeni. Rdečelistke pa imajo trose, ki so oglati ne glede na to s katere strani jih opazujemo.

## Seznam rodov rdečelistark Slovenije[3]
- mokovci (Clitocella)
- mokarice (Clitopilus)
- rdečelistarke (Entocybe)
- rdečelistke (Entoloma)
- rusoglavke (Rhodocybe)
- blestivci (Rhodophana)

## Galerija slik
- črneči mokovec
(Clitocella mundula)
- navadna mokarica
(Clitopilus prunulus)
- modra rdečelistarka
(Entocybe nitida)
- kosmičasta rdečelistka
(Entoloma jubatum)
- zvegana rusoglavka
(Rhodocybe gemmina)
- oranžni blestivec
(Rhodophana nitellina)